# Yelicones joaquimi
Yelicones joaquimi är en stekelart som beskrevs av Areekul och Donald L.J. Quicke 2006. Yelicones joaquimi ingår i släktet Yelicones och familjen bracksteklar. Inga underarter finns listade i Catalogue of Life.